# Онацький Євген Дометійович
Євге́н Доме́тійович Она́цький (1 (13) січня 1894, Глухів — 27 жовтня 1979, Буенос-Айрес, Аргентина) — український науковець, громадський діяч, журналіст, енциклопедист. Професор Вищого Східного інституту в Неаполі та Римського університету ла Сап'єнца. Дійсний член Української вільної академії наук, Наукового товариства імені Шевченка й Українського історичного товариства.
Член Української Центральної Ради, учасник української революції 1917—1921 років. Голова пресбюро в дипломатичному представництві УНР у Римі.
Від 1929 року один із провідних діячів Організації Українських Націоналістів, член Проводу Українських Націоналістів. Представник ОУН в Італії. Співробітник періодичних видань США та Канади. Син українського історика Дометія Онацького. Борець за незалежність України у XX сторіччі.

## Життєпис
Народився 13 січня 1894 року в м. Глухові, нині Україна.
1904 р. сім'я Онацьких переїхала до Кам'янця-Подільського, де Євген навчався в гімназії, яку закінчив 1912 р. зі срібною медаллю.
У 1912–1917 рр. Євген Онацький навчався на історико-філологічному факультеті Київського університету і був членом Наукового товариства ім. Т. Шевченка. Під час навчання брав активну участь у суспільно-громадській роботі і в 1917–1918 рр. став провідним членом в об'єднаному керівництві всіх вищих шкіл Києва — Головної Студентської Ради. 1917 р. також увійшов до складу Української Центральної Ради як представник українського студентства й невдовзі був призначений до її Секретаріату. Євген Онацький брав активну участь у Всеукраїнському Національному Конгресі, що був скликаний Центральною Радою в Києві 17-24 квітня 1917 р.
У березні 1918 р. Онацький тимчасово відійшов від політичної діяльності, але вже 1919 р. був у складі урядової делегації УНР на Мирній конференції в Парижі.
Після поразки визвольного руху (1917–1920) Онацький разом з дружиною переїхав до Рима, де очолив пресове бюро української дипломатичної місії та був редактором її часопису «La voce del Ucraina». У міжвоєнний період Євген Онацький співпрацював з українськими періодичними виданнями «Розбудова нації» (будучи провідним співробітником цього головного теоретичного органу ОУН), «Новий клич», «Новий шлях», редагував бюлетень «Голос України», був кореспондентом часописів «Діло», «Свобода», «Новий час», «Український голос» та ін.

1929 р. Онацький, близько познайомившись з Головою Проводу ОУН полковником Євгеном Коновальцем, став одним з найближчих його співробітників та дорадників і незабаром — представником ОУН в Італії. З цього часу Онацький (псевдоніми «Дометенко», «Винар», «Італ», «Тарас») стає постійним співробітником націоналістичного журналу «Розбудова нації», який видавався в Празі Миколою Сціборським та Володимиром Мартинцем. У 30-х роках був одним із найбільш прихильних до італійського фашизму діячів ОУН та найактивнішим його пропагандистом. Проте на ототожнення українських націоналістів з фашизмом панівним був інший погляд — Онацький ще напередодні створення ОУН вказував на істотну відмінність між українським націоналізмом і фашизмом. Він писав:
З 1936 р. до 1940 р. професор Онацький викладає українську мову у Вищому Східному інституті в Неаполі (італ. Regio istituto superiore orientale di Napoli), а з 1940 р. і аж до арешту німцями викладає в Римському університеті. 29 вересня 1943 р. німецька окупаційна адміністрація в Італії заарештувала Онацького як визначного українського націоналістичного діяча за його постійне критичне ставлення до німецького націонал-соціалізму: відбував ув'язнення спочатку в Італії, а потім в Берліні та Оранієнбурзі.
У травні 1945 року повернувся до громадської діяльності в Римі.
Навесні 1947 року Онацький емігрував до столиці Аргентини Буенос-Айреса, де продовжив свою наукову, журналістську й політичну діяльність. 1949 року Онацький стає одним із засновників і першим головою Спілки українських науковців, митців та літераторів у Буенос-Айресі. Він працює редактором і директором тижневика «Наш клич» (1947—1963), редагує календарі-альманахи товариства «Відродження» (1949—1961) та православний щомісячник «Дзвін» (1953—1957), працює над укладанням 8-томної «Української малої енциклопедії», яка вийшла друком у 1957—1967 роках.
1953 р. професора Онацького обрано головою Української Центральної Репрезентації (українського координаційного центру) в Аргентині, цю посаду він займав до 1960 року. У 1960–1963 рр. очолював Головну Раду УЦР.
1964 року Онацький через проблеми із зором відійшов від активного громадського життя.
Помер 27 жовтня 1979 року на 85 році життя після тривалої та тяжкої хвороби. Похований на кладовищі Ла-Чакаріта в Буенос-Айресі, але 1986 року було організовано український цвинтар в Монте-Гранде, і згодом відбулося перепоховання Євгена Онацького і його дружини Ніни (померла 1983 року) на цьому найбільшому українському кладовищі в Аргентині.

## Праці
Автор історико-культурних праць, спогадів, статей про діячів української історії та світової літератури: «Українська теоретикопрактична граматика для італійців» (1937), «Чарівне коло та ритуальне оголення» (1938), «Словник українсько-італійський» (1941), «Сторінки з римського щоденника» (1942—1943), «Завзяття чи спокуса самовиправдання» (1956), «Очима душі — голосом
серця» (1956), «Записки українського журналіста і дипломата за 1918—1921 рр.» (1964, 1967), «Портрети в профіль» (1965).
- «Українська теоретично-практична граматика для італійців» (1937).
- «Studi di Storia e di Cultura Ucraina» (1939).
- «Словник українсько-італійський [Архівовано 25 липня 2015 у Wayback Machine.]» (1941).
- «Наше національне ім'я — Наш національний герб» (1949).
- «Записки українського журналіста і дипломата за 1919–1921 рр.».
- «Завзяття чи спокуса самовиправдання» [Архівовано 17 березня 2013 у Wayback Machine.].
- «З чужого поля».
- «Шляхом на Роттердам», Буенос-Айрес, 1983.
- Мемуарні «Сторінки Римського Щоденника», «Записки українського журналіста і дипломата», «У Вічному Місті» та ін.
- Походження Полетик // Україна. — 1917. — Кн. 1–2.
- Ще про автора «Исторіи Русов» // Наше минуле. — 1918. — № 1.
- До питання про монети в Україні в XVI ст. // Наше минуле. — 1918. — № 2.
- Українська дипломатична місія в Італії. — Прага, 1941.
- Основи суспільного ладу. — Прага, 1941; Буенос-Айрес, 1949.
- Портрети в профіль. — Чикаго, 1965.
- По похилій площі. Записки журналіста і дипломата, частина 1–2. — Мюнхен, 1964–

1969.
- Їду до Арґентіни. — Вінніпег, 1971.

Найважливішим науковим твором Євгена Онацького вважається «Українська мала енциклопедія», яка складається з 8 томів. «УМЕ» була надрукована в Буенос-Айресі за сприяння УАПЦ протягом 1957–1967 рр.
- Українська мала енциклопедія. Том І (2016, «Університетське видавництво ПУЛЬСАРИ»)

## Вшанування пам'яті
У Чернігові та Глухові існують вулиці, названі на честь Євгена Онацького.